# メギスティス・ラヴラ修道院

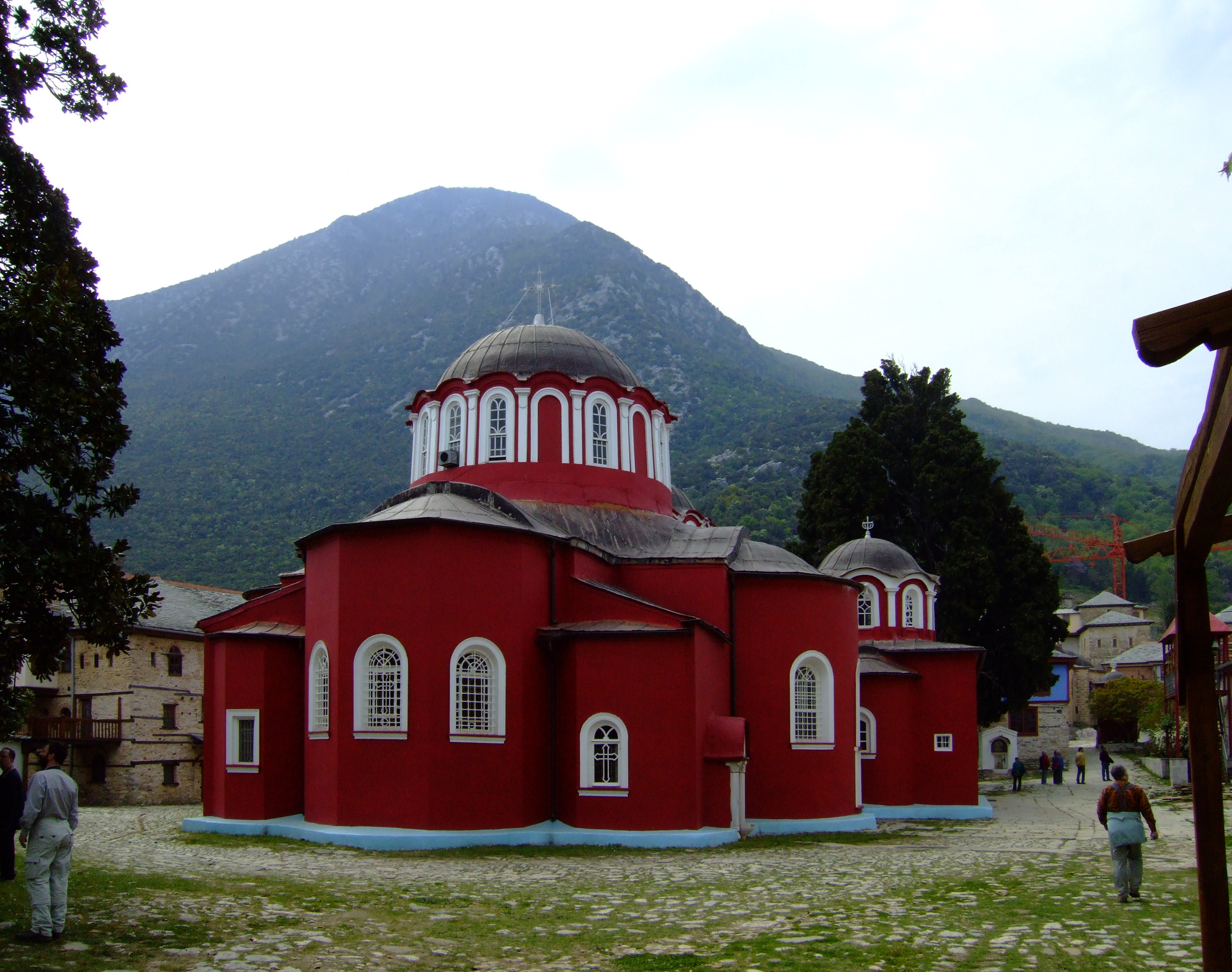
聖アサナシオス聖堂（メギスティス・ラヴラ修道院の主聖堂）

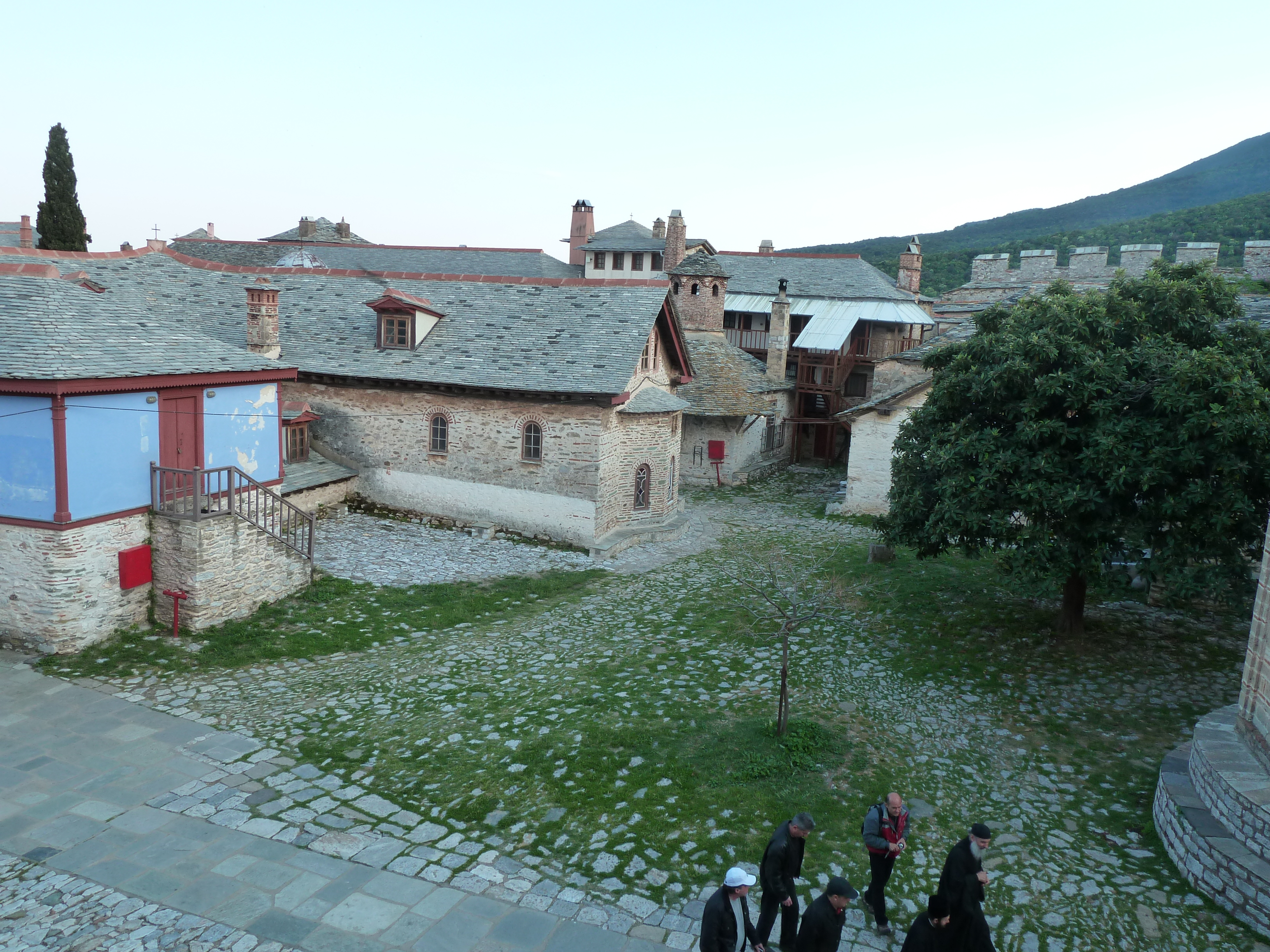
メギスティス・ラヴラ修道院の一部

メギスティス・ラヴラ修道院（大ラヴラ修道院、ギリシア語: Μονή Μεγίστης Λαύρας）は、アトス山で最初に開かれた正教会の修道院。アトス半島の南東に位置する。
アトスのアサナシオスによって963年に創建。創建にあたっては東ローマ帝国皇帝ロマノス2世の後援を受けた。
修道院内に17の聖堂、修道院外に管理する19の聖堂がある。主聖堂は10世紀に遡るもので、壁面の塗装は16世紀に行われたものである。当初主聖堂は生神女福音を記憶するものであったが、15世紀にアトスのアサナシオスを記憶する聖堂となってこんにちに至っている。
共住修道院として創られ、14世紀まで共住修道院として機能し続けたが、14世紀に独居修道にスタイルが変わる。度重なった地震やオスマン帝国の支配によって、修道院は衰退した。1574年、アレクサンドリア総主教シルヴェストロスが介入し、共住修道形式に戻ったが、1670年には再び独居修道制となった。
1963年にはアトス山の他の全修道院とともに、修道院創建の1000年記念行事が行われた。1980年に再び共住修道形式になった。
多くの皇帝、王達が修道院に多額の寄進をしてきた。アトス山の中でもメギスティス・ラヴラ修道院は豊かな修道院の一つであり、豊富な収蔵品を誇っている。